# Церковь Сурб Аствацацин (Татевский монастырь)
Церковь Сурб Аствацацин (Пресвятой Богородицы) — наименьшая из трех церквей Татевского монастырского комплекса.

## История
Церковь Сурб Аствацацин была возведена в восьмидесятые годы XI века на крепостной стене над древней монастырской гробницей. С раннего средневековья в христианской Армении существовала традиция сооружать над могилами известных духовных лиц, святых и мучеников скромные по размерам поминальные церкви и часовни. Этим, собственно, и обусловлены небольшие размеры  и расположение татевской церкви Пресвятой Богородицы. В прошлом столетии церковь пострадала дважды: в 1931 году она была повреждена землетрясением, в 1968 году разрушена новыми сейсмическими толчками. В 1970-х годах церковь была восстановлена.

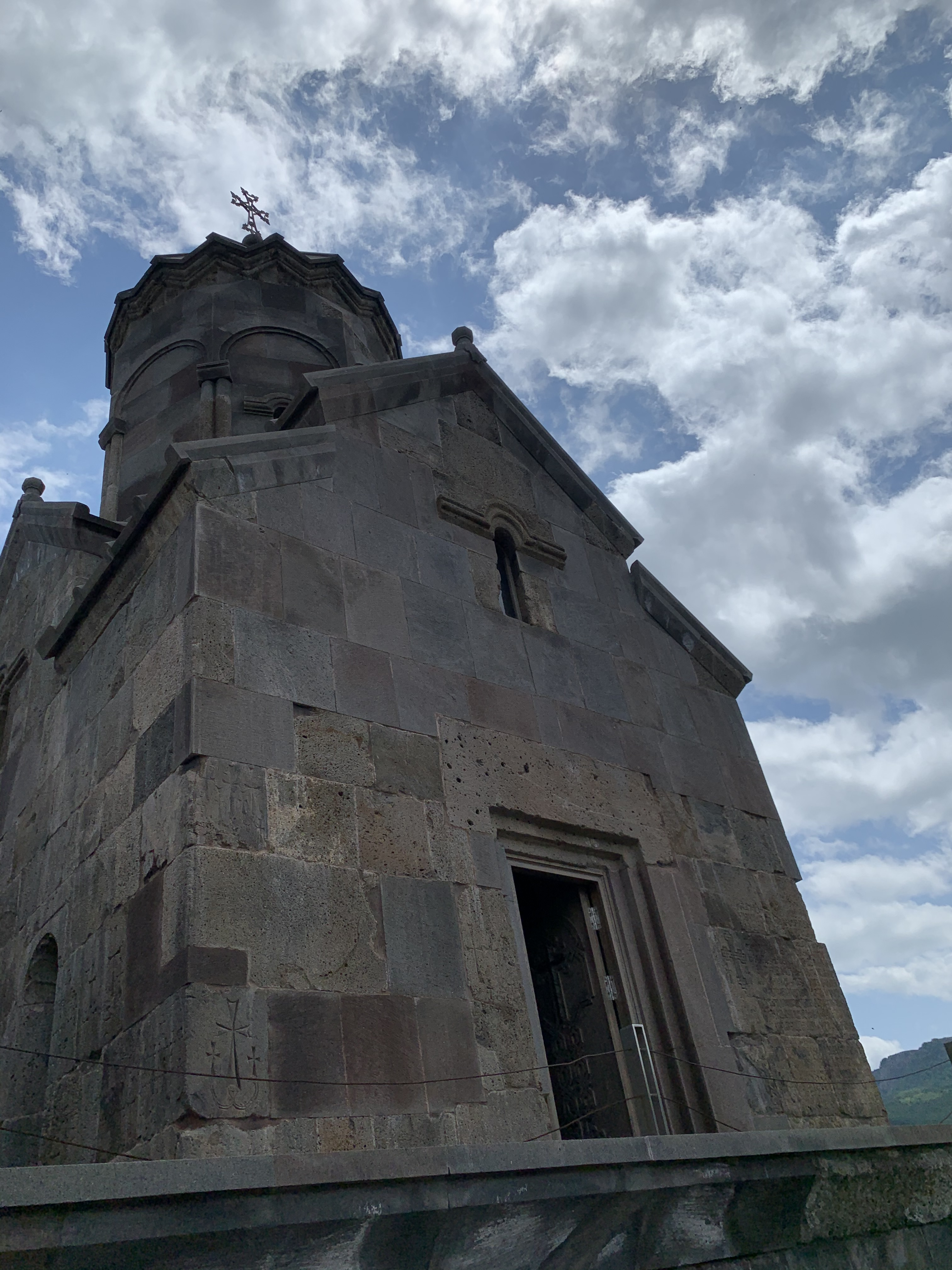
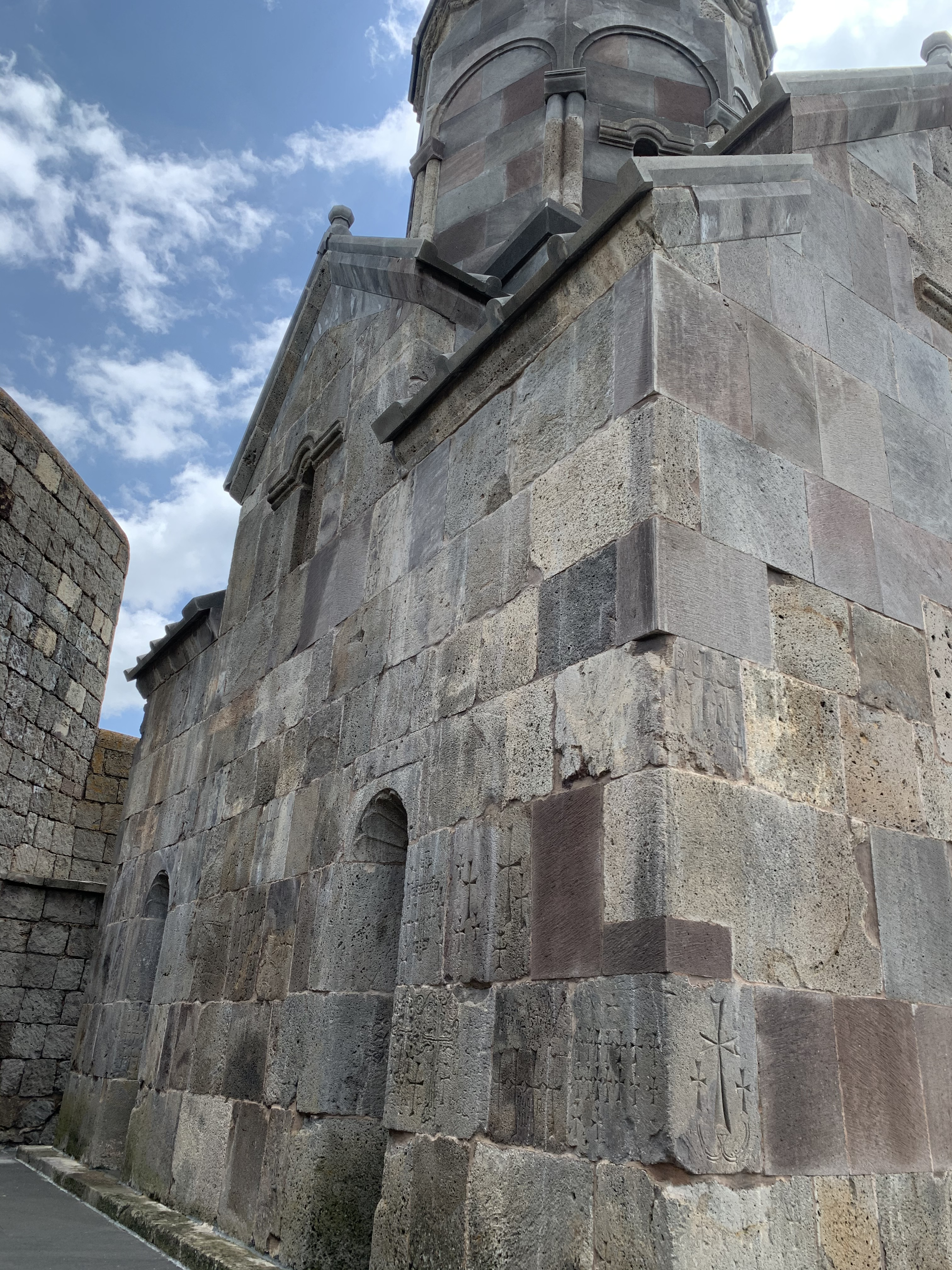
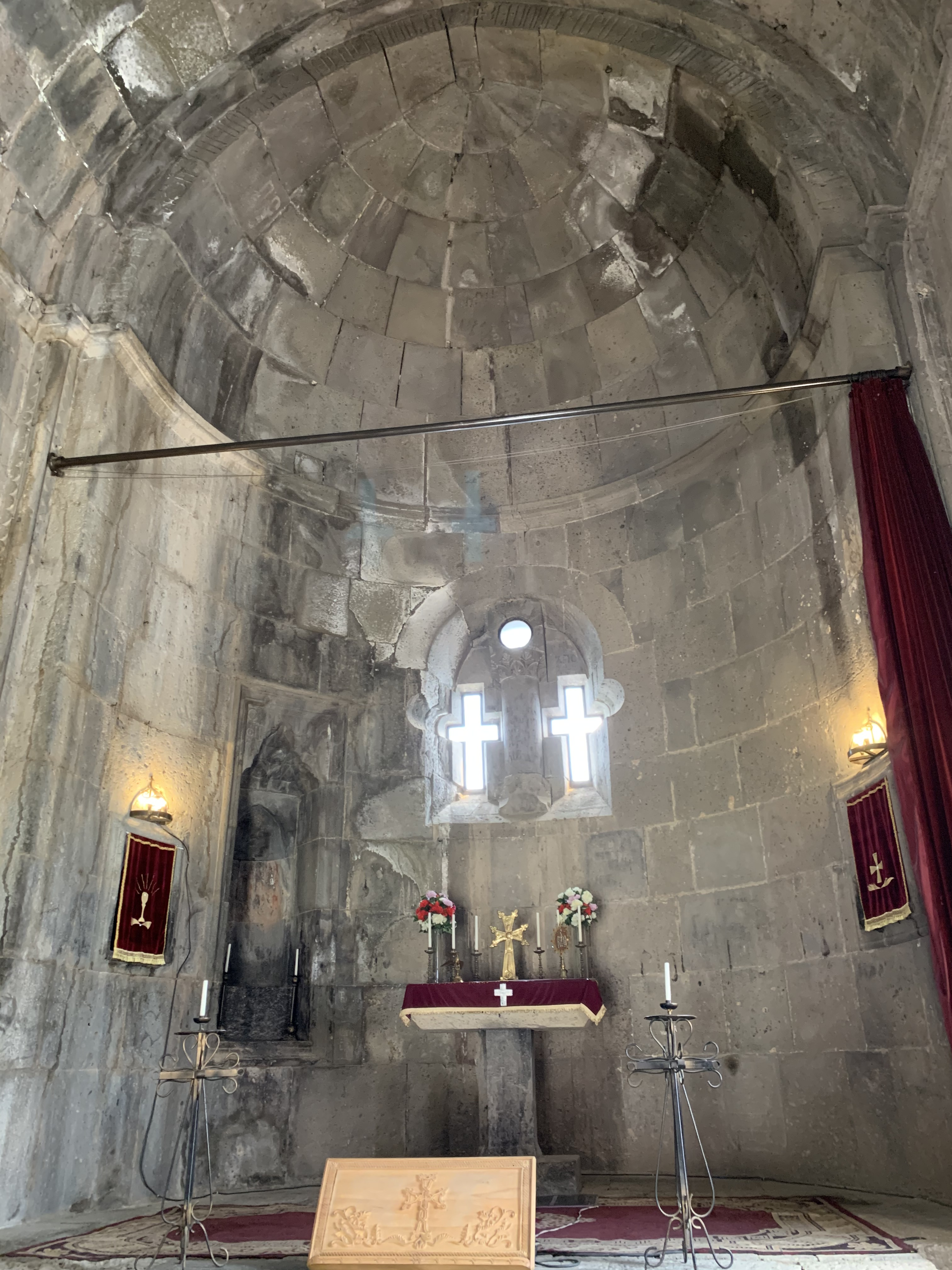
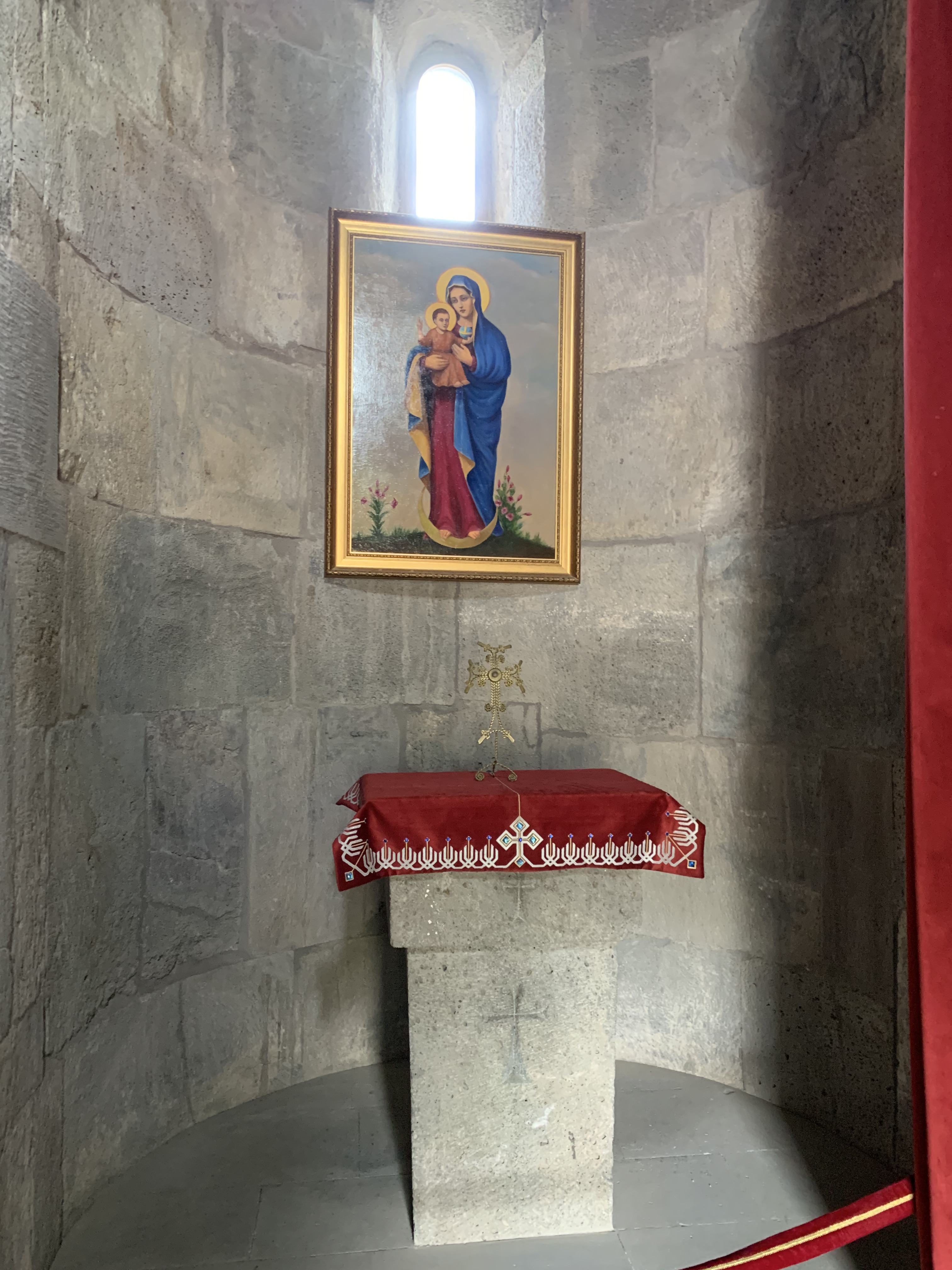